# Uribarri (Peñacerrada)
Uribarri es un despoblado que actualmente forma parte del concejo de Peñacerrada, que está situado en el municipio de Peñacerrada, en la provincia de Álava, País Vasco (España).

## Historia
Documentado desde el siglo XIII, se desconoce cuándo se despobló.